# Costa Azul (Argentina)
Costa Azul es una localidad balnearia y turística argentina, en el partido de La Costa, provincia de Buenos Aires.

## Historia
Los comienzos de Costa Azul se remontan al año 1946,  más precisamente al 27 de abril de aquel año, cuando la COmpañía Costa Azul S.R.L., por intermedio de Luis María Álvarez Drago, puso en venta los primeros lotes en los terrenos en donde se asentaría el balneario.

Dos meses más tarde se forma la Sociedad de Fomento, con Marcelino Fernández como presidente y Manuel Álvarez Drago como vicepresidente, pero no llegó a tener gran actividad.

La fecha formal de la fundación es el 1º de enero de 1950.

El desarrollo del barrio se dio más a partir de la década de 1960 debido a su cercanía con las por entonces pujantes Lucila del Mar y San Bernardo del Tuyú.

## Límites
Sus límites son al norte con La Lucila del Mar —la calle Belgrano—, al este con el mar Argentino, al oeste con la prolongación de la avenida Elcano (con proyección hasta la Ruta Provincial 11) y al sur con San Bernardo del Tuyú por la calle Rafael Obligado.

Cuando se loteó por primera vez, el límite sur con San Bernardo llegaba hasta la calle Ramos Mejía.

Al sector restante, entre la calle Ramos Mejía, avenida Tucumán, Obligado y el mar, se lo denominó Playa Grande (anteriormente también se lo conocía como Los Tamariscos).

Si bien Playa Grande pertenece a la localidad de Costa Azul, algunos hoteles, balnearios e inmobiliarias llaman a estas 28 manzanas Playa Grande-San Bernardo con un afán comercial. Incluso desde la municipalidad aportan confusión al poner la fecha de San Bernardo del Rock & Arena en un predio ubicado en Costa Azul.

## Población
Su población estable era de 104 habitantes (Indec, 2001), los datos obtenidos en el censo de 1991 no son comparables por incluir población rural dispersa. Se la incluye dentro del centro urbano de Aguas Verdes, que a su vez forma parte de la aglomeración llamada Mar de Ajó - San Bernardo.
En el último censo se la incluye dentro de la aglomeración Mar de Ajó - San Bernardo con 28,466 habitantes (Indec, 2010) totales en la aglomeración.

## Atractivos

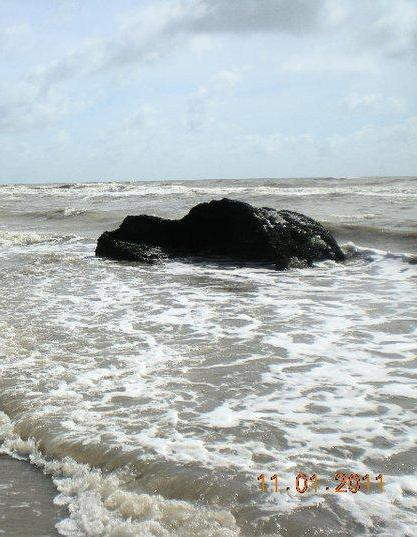
Restos visibles de la caldera encallada del Vapor Mar del Sur

En sus playas, a la altura de la calle Rivadavia, se encuentran los restos semienterrados de la caldera de un antiguo Vapor llamado Mar del Sur, que encalló el 9 de noviembre de 1924. Se pueden observar, incluso en días de marea alta.

Ofrece comodidad a sus visitantes y tiene variadas ofertas gastronómicas. El edificio más importante es el edificio Costa Azul.

La Capilla Nuestra Señora de Lourdes se encuentra en la calle Sarmiento entre Catamarca y La Rioja y se halla frente a la plaza de Costa Azul.

Desde 1997 Costa Azul cuenta con una emisora de radio 102.1 MHz Ubicada en Catamarca 3936 entre Alberdi y Drago